# Chaetona tuchucheensis
Chaetona tuchucheensis là một loài ruồi trong họ Tachinidae.